# Isola Jeannette
L'isola Jeannette (in russo Остров Жаннетты, ostrov Žannetty) è una delle isole De Long che fanno parte dell'arcipelago delle isole della Nuova Siberia. Amministrativamente fa parte del Bulunskij ulus del territorio della repubblica autonoma russa della Sacha-Jacuzia, nel circondario federale dell'Estremo Oriente, (Siberia orientale).

## Geografia
Jeannette si trova nel Mare della Siberia Orientale, è la più orientale del gruppo delle De Long ed è disabitata. È lunga 2 km, ha una superficie di 3,3 km² e un'altitudine massima di 351 m. Per lo più è ricoperta da ghiaccio e firn.
Sebbene in Google Maps l'isola risulti completamente oscurata è possibile visualizzare alcune foto dal satellite e a livello del mare accedendo a questo link.

## Storia
Jeannette, assieme a Henrietta e Bennett, è stata scoperta nel 1881 dalla sfortunata spedizione con il vascello USS Jeannette (da cui ha preso il nome), comandato da George W. DeLong.